# Laura (песня)
Лора (англ. Laura) — популярная в 1945 году в США песня. Музыку к песне создал Дэвид Рэксин в 1944 году к фильму «Лора», где в главных ролях сыграли Джин Тирни и Дэна Эндрюс. Эта песня очень часто проигрывалась в фильме. Слова к песне были написаны Джонни Мерсером, после того, как мелодия стала популярной благодаря фильму. По словам Мерсера, когда он писал слова к песне, то ещё не успел посмотреть фильм, хотя знал, что он романтический с несколько навязчивым рассказом.
Песня стала джазовым стандартом с более чем четырьмястами известными записями. Некоторые хорошо известные версии принадлежат Билли Экстайну, Чарли Паркеру, Джейму Джонсону, Вуди Герману, Фрэнку Синатре и Джули Лондон (включая её дебютный альбом 1955 года «Julie Is Her Name», Vol. 1).

## Другие известные записи
- Вуди Герман — Laura / I Wonder (Shellac) (1945)
- Эрик Уинстон и его песня «Alan Lane», записанная в Лондоне 6 июня 1945 года и была выпущена EMI на лейбле HMV Records как номер каталога BD 5893
- Эрик Долфи — из In Europe, Vol. 2 (1961)
- Эл Хёрт — He's the King and His Band (1961)[2]
- Серхио Франки — из его «RCA Red Seal» альбома 1963 года, Women in My Life[3]
- Элла Фицджеральд — Ella Fitzgerald Sings the Johnny Mercer Songbook (1964)
- Энди Уильямс — The Academy Award-Winning "Call Me Irresponsible" and Other Hit Songs from the Movies (1964)
- Ройс Кэмпбелл — The Art Of Chord Solo Guitar
- Билли Экстайн — Everything I Have Is Yours (1995)
- Перси Фейт — симфоническая версия из альбома «A Summer Place»
- Дик Хеймс — The Very Best of Dick Haymes (1997)
- Спайк Джонс — The Best of Spike Jones
- Трини Лопез — из его альбома «The Love Album»
- Сет Макфарлейн — из его альбома «Music Is Better Than Words»
- Чарли Паркер — из его альбома «Charlie Parker with Strings»
- Фрэнк Синатра — из его альбома «Where Are You?»